# Recuerdos de una Misión en el Ejército Chileno

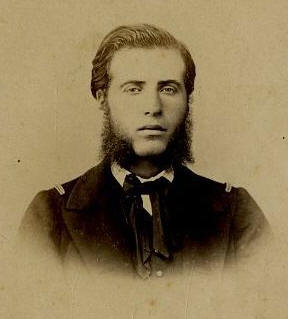
Eugène Marie Le Léon

El libro Recuerdos de una Misión en el Ejército Chileno publicado en Santiago de Chile y Buenos Aires por la editorial Francisco de Aguirre en 1969 es la traducción al castellano del relato escrito en francés por el oficial de la Marina nacional de Francia Eugène Marie Le Léon sobre sus experiencias como observador neutral durante la Campaña de Lima en la Guerra del Pacífico.
Le Léon estaba embarcado en el crucero Decres y fue asignado el 26 de noviembre de 1880 por el capitán Chevalier, jefe de la división naval francesa del Pacífico, a un grupo de observadores neutrales que a nombre de los jefes de las fuerzas navales neutrales surtas en el Callao solicitaron y obtuvieron permiso del jefe de la primera división del Ejército de Chile, José Antonio Villagrán Correas, para acompañar y observar las operaciones militares chilenas. El interés no era solamente la teoría militar sino también respondía a la razón de su estancia en la costa americana, esto es, la protección de sus intereses y connacionales en la zona.: 3 
Los observadores fueron, además de Le Léon, William Acland de la Armada Real, D. W. Mullan, de la Armada de los Estados Unidos, L. Ghigliatti de la Marina Italiana.: 138 
Existieron también observadores en el Ejército de Perú. El traductor del libro nombra en la página 32 al teniente de navío francés M. de Ratomski del avisoHussard.

## Capítulos de la obra

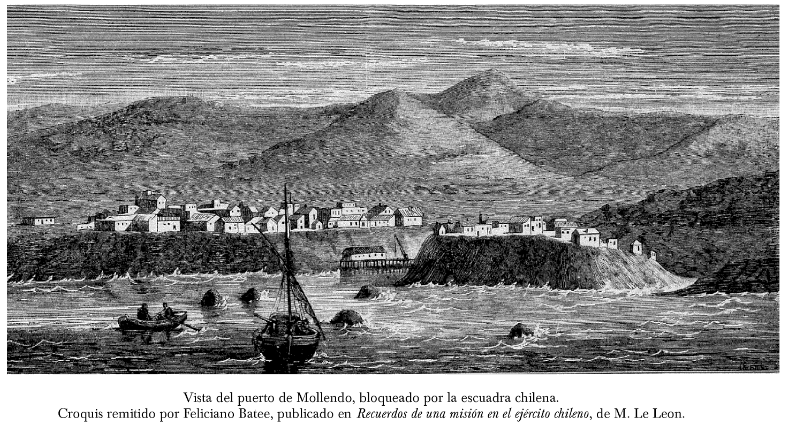
Bloqueo de Mollendo como aparece en el libro de Le Léon.

### Capítulo Primero
Le Léon explica las causas de la guerra y las circunstancias que lo llevan a participar en el grupo de observadores.

### Capítulo segundo
El autor da una visión de lo ocurrido hasta entonces en las campañas navales y terrestres y menciona la Conferencia de Arica.

### Capítulo tercero
Enumeración de los esfuerzos bélicos chilenos, el enrolamiento, compra de naves mercantes y armas. Da una somera explicación sobre la estructura de las unidades militares chilenas.

### Capítulo cuarto
Describe con algún detalle la Campaña naval de la Guerra del Pacífico y también el Desembarco chileno en Chilca.

### Capítulo quinto

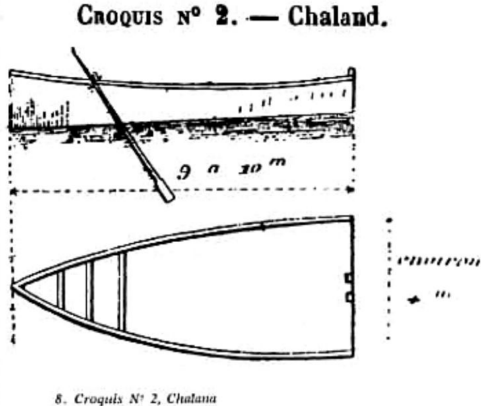
Croquis de una chalana como aparece en el libro de Le Léon, con sus medidas en francés.

Explica los movimientos militares chilenos desde la elección del punto de desembarco, el zarpe desde Arica, la marcha de la brigada Lynch, y los modos de desembarco. Ofrece el croquis de una chalana, lancha de desembarco construida ad hoc durante la guerra.

### Capítulo sexto
Analiza las líneas de defensa peruanas, los planes de ataque chilenos, la composición y armamento de los chilenos, los recursos de la zona y la calidad del terreno para la marcha.

### Capítulo séptimo
Relata la Batalla de Chorrillos y los esfuerzos de los neutrales por la paz.

### Capítulo octavo
Le Léon da un somero relato de la Batalla de Miraflores, las pérdidas y las consecuencias.

### Rendición de Lima
El autor cambia la enumeración de los capítulos y relata los arreglos preliminares, la entrada a Lima del ejército invasor y la destrucción de la flota peruana en el Callao.

### Capítulo décimo
El autor vuelve a la denominación inicial de capítulos y relata la situación de los refugiados en Ancón, el papel de las tripulaciones de navíos neutrales.

### Capítulo undécimo
Explica la situación en Lima tras la ocupación: las armas peruanas recogidas, los cupos a pagar, las condiciones de paz exigidas por Chile y las cualidades del ejército chileno demostradas durante la guerra.

### Capítulo décimo segundo
Es una relativamente extensa descripción de la organización, costumbres y material del ejército chileno: estados mayores, disciplina y castigos, ejercicios, equipamiento, signos distintivos, artillería, víveres y raciones y por último el servicio sanitario.

### Capítulo  décimo tercero
En el último capítulo explica la geografía de Perú y Chile así como sus gobiernos.